# Ulica Źródłowa w Kielcach

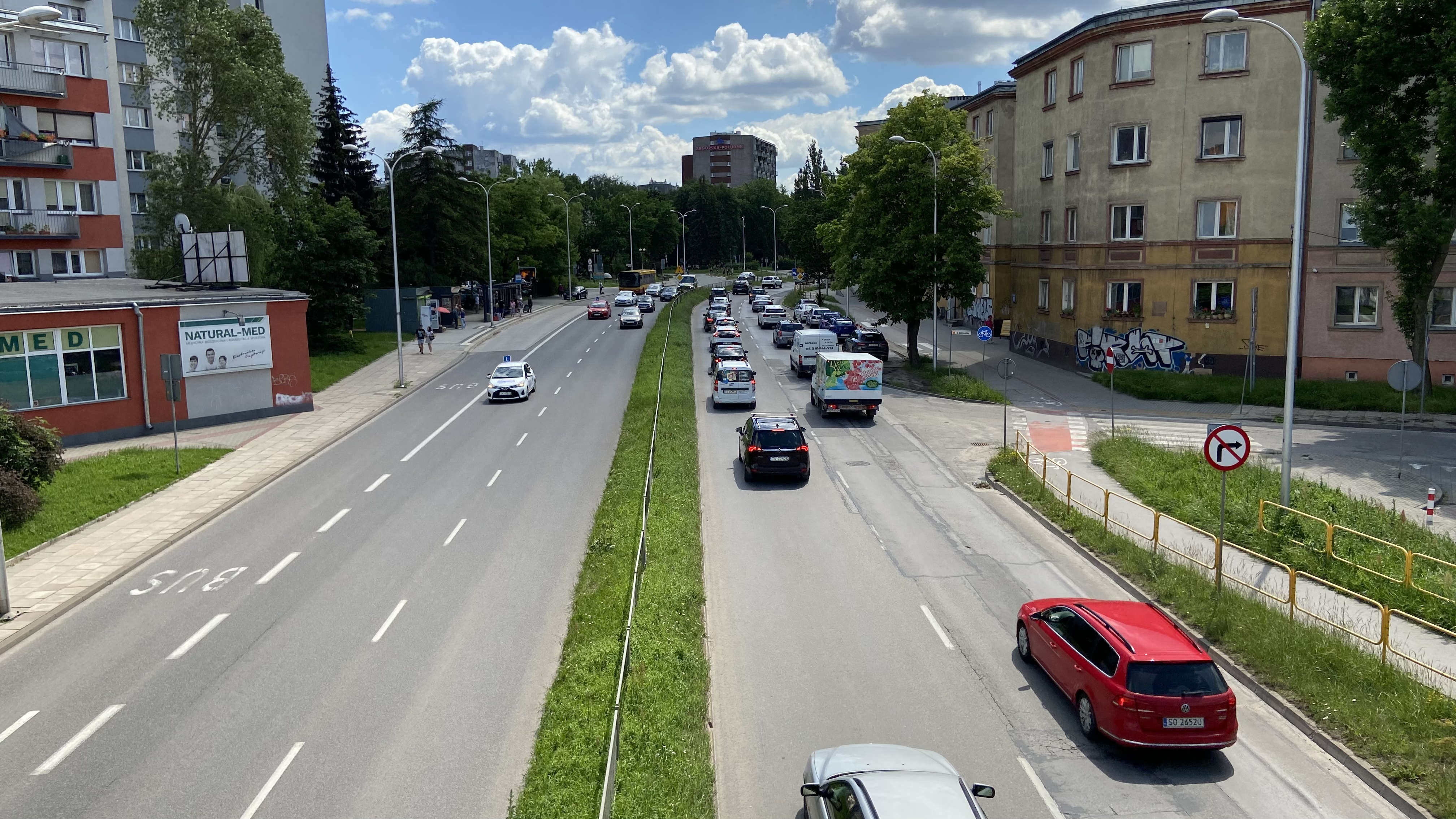
Widok na południowy fragment ul. Źródłowej z kładki

Ulica Źródłowa w Kielcach - jedna z ulic w Kielcach. Stanowi fragment drogi krajowej nr 73.
Przy ulicy Źródłowej (dokładniej przy skrzyżowaniu z ulicami Tarnowską i Zagórską) znajduje się krzyż postawiony w 1981 roku, w 150-tą rocznicę wybuchu powstania listopadowego. Pod krzyżem znajduje się pomnik z treścią:
Kamień ustawiono

dla upamiętnienia 150 rocznicy

wybuchu powstania listopadowego

i ustanowienia barw narodowych

/7.II.1831 r./

w miejscu śmierci trzech nieznanych z imienia

żołnierzy Wojska Polskiego w dniu 24.IX.1831 r."
Około 200 metrów na północ od skrzyżowania z ulicami Tarnowską i Zagórską znajduje się wybudowana w 2001 roku kładka. Koszt inwestycji wyniósł 1,5 mln zł.

## Przebieg
Ulica źródłowa zaczyna się od skrzyżowania z ulicami Tarnowską i Zagórską. Później krzyżuje się z ulicami: im. S. Konarskiego, Astronautów, im. M. Kopernika i Zdrojową, by zakończyć się na skrzyżowaniu z ulicą Sandomierską oraz alejami: Solidarności i IX Wieków Kielc.

## Przebudowy ulicy Źródłowej
2013 roku do projektu pod nazwą: "Rozwój systemu komunikacji publicznej w Kieleckim Obszarze Metropolitalnym” zostało dodane zadanie na wybudowanie bus-pasów w ciągu ulic Tarnowskiej i Źródłowej oraz alei Solidarności (na odcinku od ulicy Bohaterów Warszawy do alei Tysiąclecia Państwa Polskiego).

## Komunikacja miejska
Na ulicy Źródłowej znajdują się 2 przystanki autobusowe (jeden przy skrzyżowaniu z ul. S. Konarskiego, drugi przy skrzyżowaniu z ulicą Sandomierską oraz alejami: Solidarności i IX Wieków Kielc). Obsługuje je 10 linii autobusowych:
- 4 (Os. Sieje - Na Stadion)
- 11 (Borków - Dworzec Autobusowy)
- 19 (Bolechowice - Morcinka/działki)
- 21 (Zagórze - Kruszelnickiego)
- 24 (Kusocińskiego szpital - Os. Świętokrzyskie)
- 25 (Klecka - Targi Kielce)
- 30 (Ściegiennego/Weterynaryjna - Os. Świętokrzyskie)
- 34 (Bukówka - W. Pileckiego)
- 112 (Zagórska - Os. Pod Dalnią)
- 0W (Urząd Miasta - linia okrężna)